# Juste Olivier
Pour les articles homonymes, voir Olivier (homonymie).
 (juillet 2024).
Juste Olivier, né à Eysins le 18 octobre 1807 et mort le 7 janvier 1876 à Genève, est un écrivain, poète, romancier, journaliste et érudit vaudois.
Il est marié à la poétesse et romancière vaudoise Caroline Olivier-Ruchet, avec qui il publie un recueil de poésie commun, Les deux Voix en 1835.

## Biographie
Fils d'un cultivateur et frère d'Urbain Olivier, il passe une partie de son enfance au domaine de Bois-Bougy, à Nyon, où son père était fermier. Il étudie au collège de Nyon puis la théologie à l'Académie de Lausanne. En parallèle, il est précepteur à Lausanne dans une famille qui le loge et le nourrit. De plus, il donne des leçons particulières qui lui permettent de payer ses études. Bellettrien en 1823, puis Zofingien en 1824, il devient président de Zofingue pendant un an. Son précoce talent poétique (il remporte des concours de poésie organisés par l'Académie en 1825 et 1828 pour ses poèmes sur Markos Botzaris et Julia Alpinula) lui vaut d'être reçu membre du Cercle littéraire. Sa vocation s'affirme ; il continue ses études de théologie mais ne songe plus beaucoup à exercer un ministère.
Encouragé par Charles Monnard, Olivier se présente au poste de professeur de littérature et d'histoire au Gymnase de Neuchâtel. Il y est nommé le 1er mars 1830, à condition qu'il complète à Paris sa formation pédagogique. Il part donc à Paris du 17 avril au 6 août 1830 et suit des cours, notamment au Collège de France. Il fait la connaissance de Victor Hugo, d'Alfred de Vigny, de Lamartine et d'Alfred de Musset. Il se lie en outre avec Sainte-Beuve, qu'il attirera à Lausanne. 
La révolution de juillet 1830 lui fait rejoindre la Suisse. Il épouse à Noville le 28 octobre Caroline Ruchet, rencontrée en 1825. Le 7 novembre, il commence ses cours à Neuchâtel. Après 3 ans, les luttes entre républicains et royalistes fidèles à la Prusse le poussent à retourner à Lausanne où il devient, à titre provisoire, professeur d'histoire à l'Académie. Le 25 mars, il reçoit de Neuchâtel le congé qu'il avait demandé. En 1835, Olivier et son épouse publient Les deux voix, un recueil de poèmes. Juste Olivier publie deux ans plus tard le premier volume de son ouvrage Le canton de Vaud, sa Vie, son Histoire, dont le deuxième volume sortira en 1841. En 1839, il devient professeur ordinaire d'histoire. Dès 1842, il collabore à la Revue suisse, publication littéraire dont il est, avec sa femme, à la fois propriétaire, rédacteur, directeur et administrateur. Il écrit de plus dans la Revue des Deux Mondes. En 1843, il donne en outre des cours à l'École Vinet.
La révolution de 1845 interrompt sa carrière professorale et littéraire en Suisse romande : le Gouvernement vaudois est renversé. Comme plusieurs autres professeurs, il sent la crise frapper l'Académie et donne sa démission pour mars 1846. Il retourne alors à Paris avec sa femme après avoir vendu la Revue suisse à un imprimeur neuchâtelois. Ils y tiennent une pension d'étudiants. Juste Olivier se charge de la rédaction d'une publication religieuse et donne des cours de littérature à des jeunes filles. Maître temporaire de conférence à l'École d'administration du Collège de France, il est pendant quelque temps lecteur de littérature dans des cours du soir destinés à des ouvriers. De plus, il donne des cours particuliers et travaille chez Marc Ducloux, ancien imprimeur de Lausanne qui s'est également réfugié à Paris après la Révolution de 1845.
Son fils Arnold meurt en 1852, à l'âge de 12 ans.
Dès 1858, Olivier enseigne à l'École de la Chaussée-d'Antin, un établissement de jeunes filles protestantes. Il envoie une chronique parisienne à la Revue suisse et collabore un certain temps au Journal de Genève. Il retourne souvent en Suisse. Sa maison parisienne devient le rendez-vous d'une élite littéraire et artistique. Il reçoit Sainte-Beuve, Charles Gleyre, Jean-Jacques Porchat, Aimé Steinlen, Eugène Rambert, Adam Mickiewicz et son beau-frère Louis Ruchet, qui s'est aussi réfugié à Paris.
En 1870, alors qu'il est en vacances dans le chalet de son fils Edouard à Gryon, la guerre franco-prussienne éclate. Elle le contraindra à rester en Suisse jusqu'à la fin de sa vie. Installé à Gryon, il donne des conférences sur la littérature contemporaine à Genève, Lausanne, Neuchâtel et Morges. Il se rend alors compte que son romantisme plaît peu en Suisse et que son œuvre est peu connue dans son pays.
En automne 1875, affaibli par la maladie, il est transporté à Genève chez sa fille, Thérèse Bertrand-Olivier, où il meurt le 7 janvier 1876. Il est enterré le 10 janvier à Nyon, en présence de quelques personnes seulement. Charles Secrétan, son ami et disciple, lui adresse un dernier hommage au nom de l'Académie de Lausanne et du canton.
On lui érige à Lausanne le 2 juillet 1910 un monument, œuvre de Raphaël Lugeon. Placé dans un premier temps dans la promenade de Derrière-Bourg, il sera transféré plus tard au pied de la colline de Montriond.

## Publications
La production de Juste Olivier est abondante : des nouvelles, Les Fins-hauts et des romans Le batelier de Clarens, Le pré aux noisettes, Luze-Léonard, baignés d'une lumière qui est celle de son pays natal ; des chroniques parisiennes, qui alimentent la Revue suisse; des chansons et des poèmes, où des accents intimes succèdent à des notes plus populaires, où le goût des idées philosophiques n'exclut pas une simplicité qui confine quelquefois à la grandeur. Les seules oeuvres qui ont été rééditées et qui soient encore lues de nos jours sont ses travaux historiques, notamment Le Canton de Vaud, sa vie et son histoire, dont le premier volume, plein de poésie, évoque avec un sentiment romantique le pays vaudois, sa géographie, ses mœurs, ses fêtes. Ramuz disait de cet ouvrage: "Notre seul classique vaudois". 

### Poésie
- Marcos Botzaris au mont Aracynthe, 1826
- Poèmes suisses (Julia Alpinula ; La bataille de Grandson), Paris, Delaunay, 1830
- L’avenir, Lausanne, Delisle, 1831
- Le canton de Vaud, Lausanne, Delisle, 1831
- L’évocation, Lausanne, Delisle, 1833.
- Les deux voix, Lausanne, Rouiller, 1835. Ce recueil réunit L’évocation de Juste Olivier, ainsi que Le drapeau rouge de sa femme, Caroline Olivier.
- L’essuie-plume factieux et révolutionnaire : improvisation de 1832, Neuchâtel, Petitpierre, 1838
- Les chansons lointaines, Lausanne, Bridel ; Paris, Allouard, 1847
- Héléna, Paris, Grassart, 1861
- Donald, Paris, Dentu-Cherbuliez, 1865
- Les chansons du soir, Lausanne, Bridel ; Paris, Librairie de la Suisse romande, 1867
- Œuvres choisies, Lausanne, Bridel, 1879. Cet ouvrage en deux volumes reprend dans la première partie Le Canton de Vaud : sa vie et son histoire et de nombreuses poésies dans la deuxième partie.

### Théâtre
- Théâtre de société : fantaisies dramatiques (La comédie des fleurs ; Chapeau de grésil ; Le nuage), Genève, Bâle, Georg ; Paris, Cherbuliez, 1870.

### Nouvelles et romans
- Dans cent ans, Revue suisse, 1844
- Malessert, Revue suisse, 1845
- M. Argant et ses compagnons d’aventures : histoire périlleuse, Paris, Ducloux, 1850
- Frédéric Monneron, Revue suisse, 1851
- Le dernier Tircis ; Dans cent ans : deux nouvelles, Paris, Genève, Cherbuliez ; Lausanne, Delafontaine, 1854. Le dernier Tircis est une réédition de M. Argant et ses compagnons d’aventures : histoire périlleuse
- Luze Léonard ou les deux promesses : idylle tragique, Neuchâtel, Leidecker, 1856
- Le batelier de Clarens, Paris, Lévy, 1861
- Le pré aux noisettes, Paris, Hetzel, 1863
- Sentiers de montagne (Rose Souci ; Jean Wysshaupt ; La fonte des neiges, paysages, portraits et nouvelle ; Les Fins-Hauts ; Conférence poétique ; L’aveugle, comédie de montagne), Gryon sur Bex, Genève, Ramboz et Schuchardt, 1875. Les deux derniers titres de ce recueil de nouvelles sont respectivement une conférence et une pièce de théâtre
- Un mari échappé, Gazette de Lausanne, du 9 au 20 mars 1923.

### Histoire
- Le Canton de Vaud : sa vie et son histoire, Lausanne, Ducloux, 1837 (volume 1) et 1841 (volume 2), réédité par les Cahiers de la Renaissance vaudoise, Lausanne, 1978.
- Études d’histoire nationale : Le major Davel (1723) ; Voltaire à Lausanne (1756-1758) ; La Révolution helvétique (1780-1830), Lausanne, Ducloux, 1842.

## Toponymie
- Sur décision municipale de 1904, une rue Juste-Olivier (avenue Juste-Olivier) fut créée à Lausanne, entre l'avenue Georgette et l'avenue Jurigoz.
- Une rue Juste-Olivier existe à Nyon, non loin de la gare.

## Postérité
Depuis 1869, la Chanson de la Mi-été composée par Juste Olivier est chantée chaque premier dimanche d'août lors de la fête de mi-été de Taveyanne, dans la commune de Gryon. Quelques strophes de cette chanson, qui en compte 24, sont aussi reprises lors de chaque édition de la Fête des vignerons.
En 1907, à l'occasion du centenaire de Juste Olivier, un bloc erratique est érigé dans le village de Gryon, en mémoire de Caroline et Juste Olivier. Il porte les inscriptions : « Un vent de poésie a passé sur nos têtes » et « À Juste et Caroline Olivier, leurs admirateurs et le peuple vaudois ».
En 2019, la descendante de Caroline et Juste Olivier fait rénover leur chalet dans le but d'y accueillir des artistes. Depuis 2020, il est géré par l'Association Caroline et Juste Olivier.